# Hockey PEI
Hockey PEI är ett kanadensiskt regionalt ishockeyförbund som ansvarar för all ishockeyverksamhet på amatörnivå i den kanadensiska provinsen Prince Edward Island.
De hade 6 583 registrerade (5 395 spelare, 781 tränare och 407 domare) hos sig för säsongen 2017–2018.
Hockey PEI är medlem i det nationella ishockeyförbundet Hockey Canada.

## Förbund
Följande förbund ingår/ingick i Hockey PEI:
- Alberton Minor Hockey Association
- Bedeque Minor Hockey Association
- Charlottetown Minor Hockey Association
- Evangeline Minor Hockey Association
- Kensington Minor Hockey Association
- King's County Kings
- Montague Minor Hockey Association
- North River Minor Hockey Association
- North Star Minor Hockey Association
- O'Leary Minor Hockey Association
- Pownal Minor Hockey Association
- Sherwood Parkdale Rural Minor Hockey Association
- Souris Minor Hockey Association
- South Side Minor Hockey Association
- Summerside Minor Hockey Association
- Tignish Minor Hockey Association
- Tyne Valley Minor Hockey Association

## Ligor
Följande ligor är/var sanktionerade av Hockey PEI:
- Island Junior Hockey League
- Island Women's Hockey League
- Island Women's Rec League
- Maritime Junior A Hockey League
- New Brunswick-PEI Major Midget Hockey League
- PEI Bantam AAA Hockey League
- PEI Midget AAA Hockey League
- Prince Edward Island Minor Junior Hockey League